# Bisdom Piacenza-Bobbio
Het bisdom Piacenza-Bobbio (Latijn: Dioecesis Placentina-Bobiensis, Italiaans: Diocesi di Piacenza-Bobbio) is een bisdom van de Rooms-Katholieke Kerk in Italië. Het bisdom is suffrafaan aan het aartsbisdom Modena-Nonantola en ligt in de regio Emilia-Romagna. Van de samenstellende delen is het bisdom Piacenza het oudst. Het werd gesticht in de vierde eeuw. Het bisdom Bobbio werd in de elfde eeuw opgericht. In 1989 werden beide bisdommen op last van paus Johannes Paulus II samengevoegd. Daartoe werd Bobbio afgescheiden van het aartsbisdom Genua, waartoe het tot dan toe behoorde. Het bisdom is onderverdeeld in zeven vicariaten. Er wonen anno 2010 bijna 290.000 mensen in het bisdom. Daarvan is 96,4% katholiek. Zij worden bediend door 374 priesters in 422 parochies.
Sinds 2007 is Gianni Ambrosio bisschop van Piacenza-Bobbio.

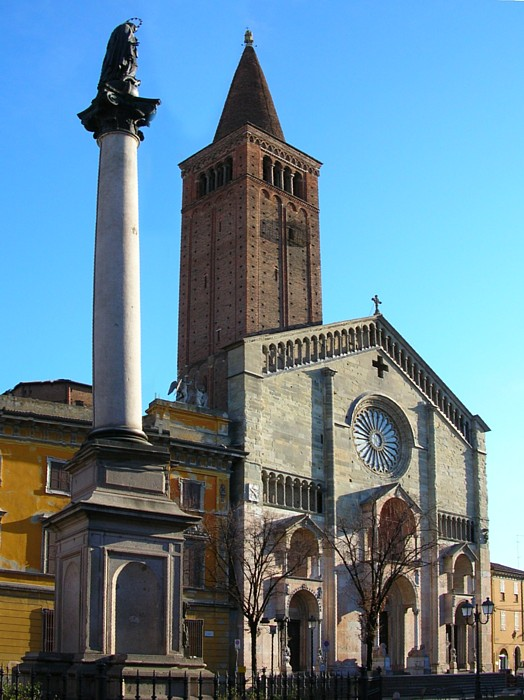
Dom van Piacenza, zetel van het bisdom
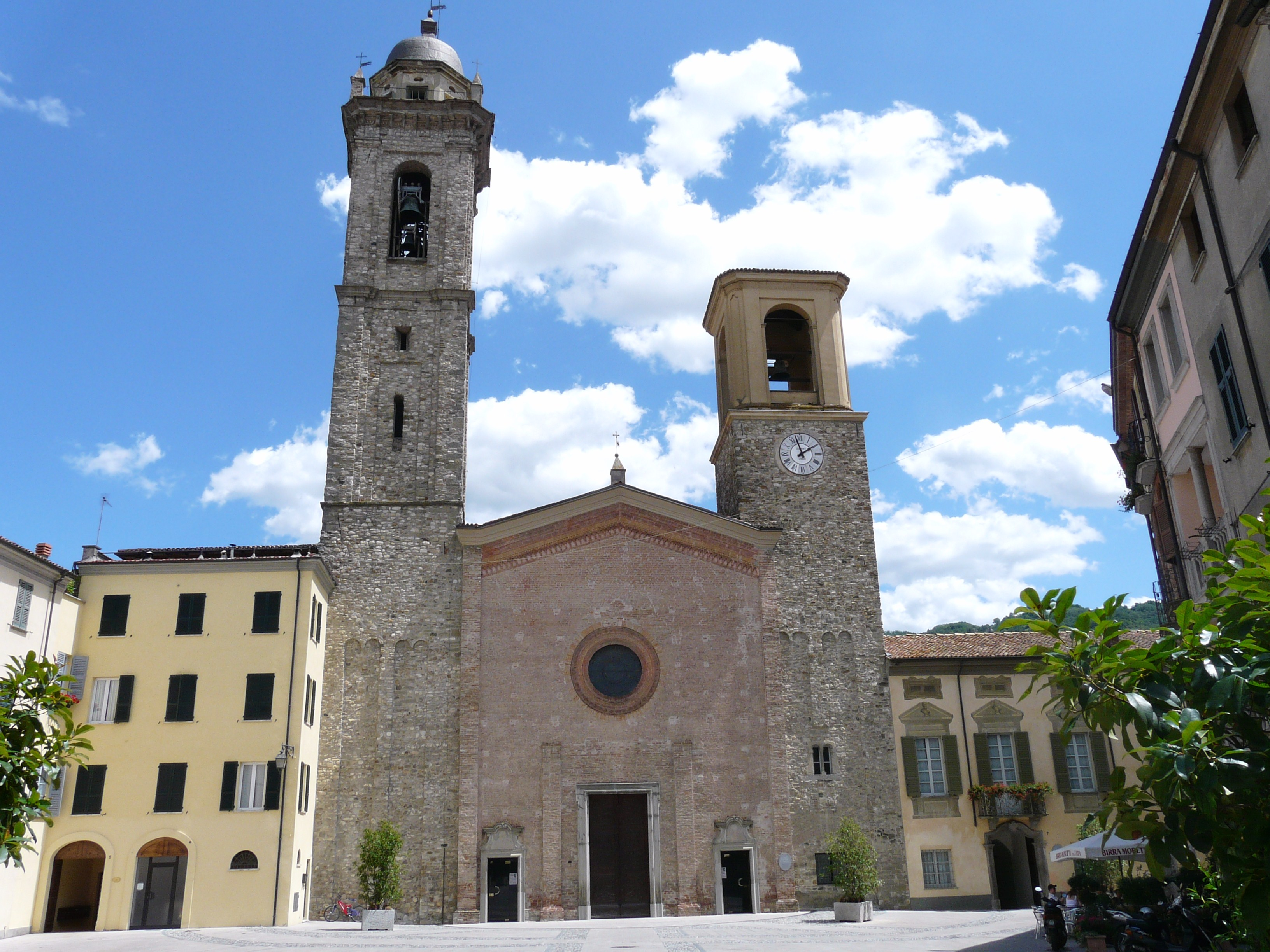
Cokathedraal van Bobbio